# コルトーナの受胎告知

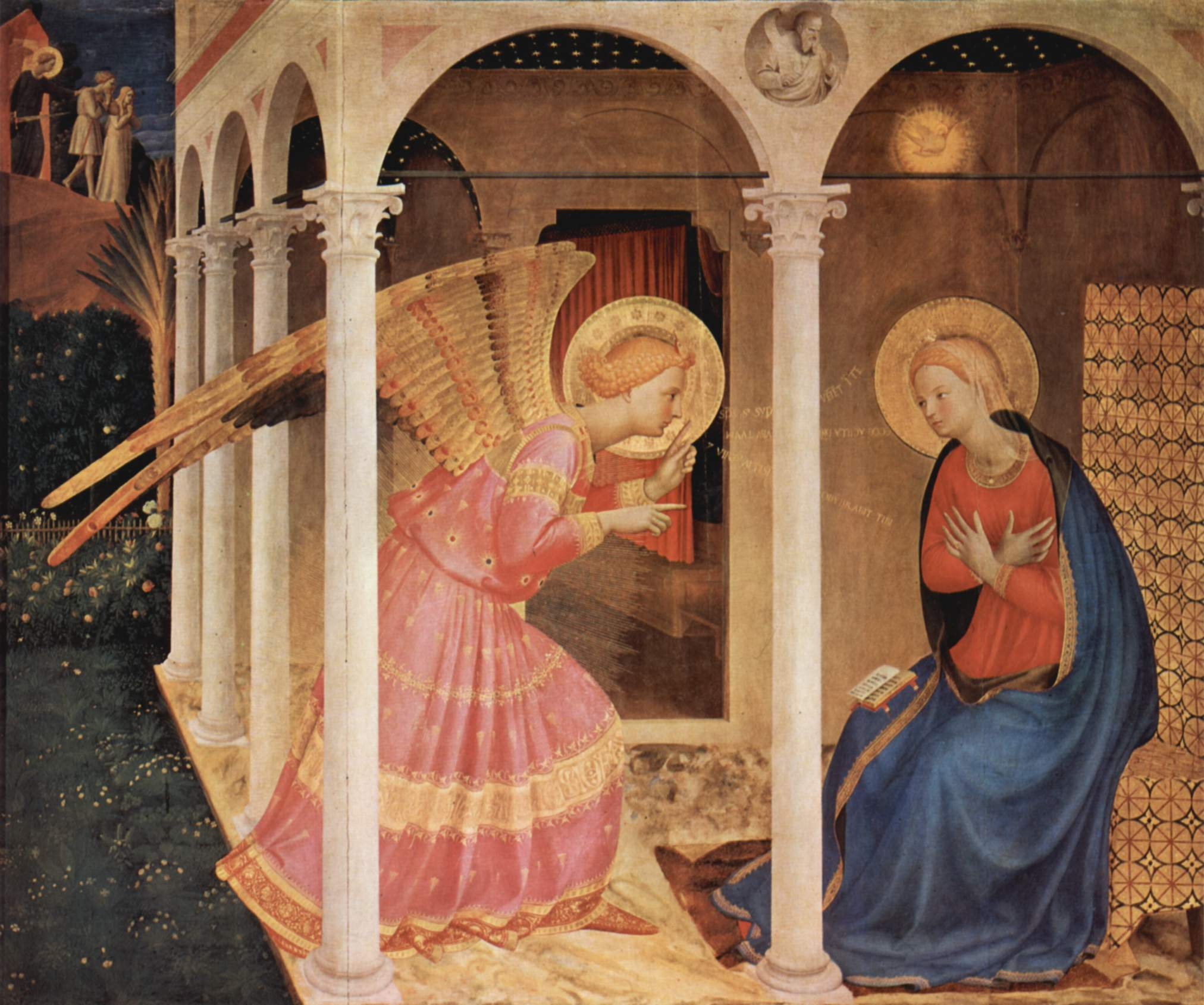
中央画面

『コルトーナの受胎告知』（コルトーナのじゅたいこくち、伊: Annunciazione di Cortona、英: Annunciation of Cortona）は、初期イタリア・ルネサンス期の巨匠フラ・アンジェリコによる祭壇画または衝立である。1433年から1434年に板上にテンペラで描かれた。コルトーナのドミニコ会修道士のために制作され、サン・ドメニコ聖堂に置かれたが、後にコルトーナのジェズ教会に移された。現在は、コルトーナの司教区美術館に所蔵されている。

## 関連作品

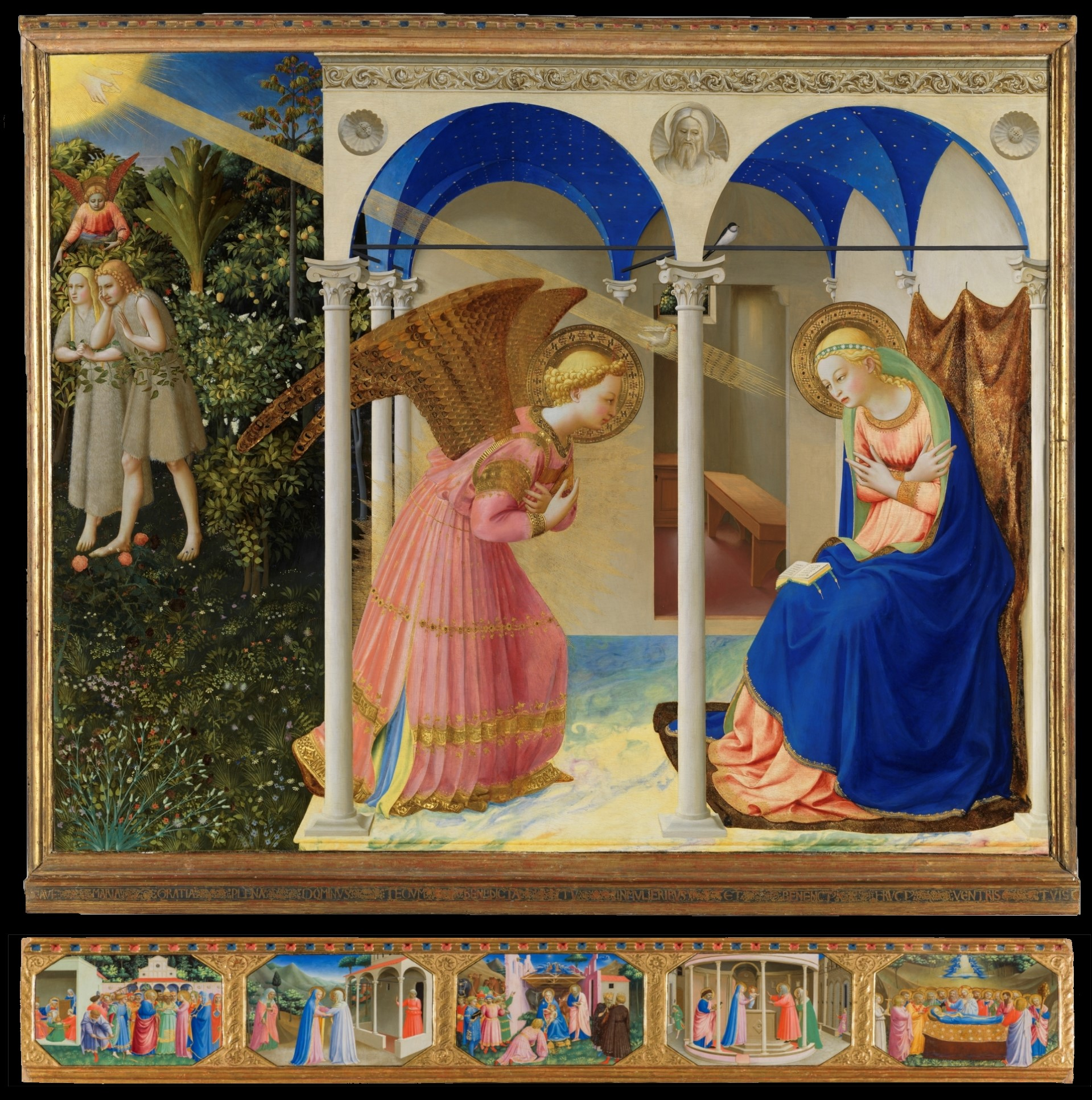
『受胎告知』(1425-1428年ごろ)、プラド美術館(マドリード)

本作は、板絵のフラ・アンジェリコによる3点の「受胎告知」の1つである (他の2点は、プラド美術館の『受胎告知』とサン・ジョヴァンニ・ヴァルダルノのサンタ・マリア・デッレ・グラツィエ美術館の『サン・ジョヴァンニ・ヴァルダルノの受胎告知』)。フレスコ画の「受胎告知」も2点あり、フィレンツェのサン・マルコ修道院（サン・マルコ美術館) の階段上部にある『受胎告知』と、修道院の3番目の独房上部にある作品である。さらにサン・マルコ美術館所蔵の「東方の三博士」 (マギ) と組み合わせた主題の作品や、ウンブリア国立絵画館所蔵の二連祭壇画もある。

## 主題
主題は、『新約聖書』中の「ルカによる福音書」(1:26-38) に記述されている「受胎告知」の場面で、大天使ガブリエルが聖母マリアに神の子を身ごもったことを知らせている。この場面は、ルネサンスの画家の参考書であるヤコブス・デ・ヴォラギネの『黄金伝説』に詳しく説明されており、それを象徴するすべてのもの（壁に囲まれた「閉ざされた庭」の柱、聖霊の存在、天国から追放されたアダムとイヴ）が表されている。

## 作品
本作には明らかに夜の場面が描かれている。ガブリエルと聖母マリアは、頭上の天井を飾る金色の星によって、比喩的に照らされている。2人が交わす言葉 (3行の銘文) もイエス・キリストを象徴すると思われる円柱の周りに金色で記されている。
天使の言葉は左から右へと2行で書かれている。聖母マリアの言葉は、それらの2行の間にある。注意深く見ると、彼女の言葉が上下逆さまに書かれていることがわかる。しかし、それだけではない。聖母マリアの返事も左から右へではなく、右から左へと書かれている。結果として、鑑賞者は、彼女が言っていることを発見するために右から左に読んで、逆さまに立つ必要がある。これは、その言葉が神に向けられていることを鑑賞者に示している。一方、神はそれらを読むのに適切な立場にいる。
左側で「原罪」を呼び起こす場面は、キリスト教の図像の原則と一致している。天国から追放されたアダムとイヴの二人は柵外の丘の上におり、聖母マリアの壁に囲まれた「閉ざされた庭」の外にいる。フラ・アンジェリコの他の『受胎告知』とは異なり、消失点は板絵の左側に焦点が合っている。
この作品は祭壇画の中央場面であり、『サン・ジョヴァンニ・ヴァルダルノの受胎告知』と同じ聖母の生涯の場面を描いている裾絵 (プレデッラ)のパネルが含まれている。そのパネルは、以下のものである。
- 聖母の結婚
- 聖母のエリザベト訪問
- 東方の三博士の礼拝
- 神殿奉献
- 聖母の死

これらの裾絵で一番注目すべきものは『聖母のエリザベト訪問』で、背景にはイタリア中部にあるトラジメーノ湖が見える。コルトーナのサン・ドメニコ聖堂からは実際にこのような光景を目にすることができた。イタリアの絵画で実際の風景が描かれたのはこれが最初である。なお、それらの裾絵パネルは、フラ・アンジェリコの助手であるザノビ・ストロッツィにも帰属されている。